# Cyperus betchei
Cyperus betchei là một loài thực vật có hoa trong họ Cói. Loài này được (Kük.) S.T.Blake mô tả khoa học đầu tiên năm 1939 publ. 1940.